# Шаула (зоря)
кратна зоряШаула (зоря)
Шаула (Лямбда Скорпіона, λ Sco) — потрійна зоряна система і друга за яскравістю зоря в сузір'ї Скорпіона. Власна назва — Шаула ; Lambda Scorpii — це позначення Байєра, яке латинізоване від λ Scorpii. З видимою зоряною величиною 1,62 це одна з найяскравіших зір на нічному небі.

## Номенклатура
λ Скорпіона (лат. Lambda Scorpii) — це позначення за системою Баєра.
Її традиційна назва Шаула походить від араб. الشولاء, трансліт. al-šawlā´, що означає «піднятий [хвіст]». У 2016 році Міжнародний астрономічний союз організував Робочу групу з імен зір (WGSN) для каталогізації та стандартизації власних імен для зір. Перший бюлетень WGSN за липень 2016 року включав таблицю перших двох партій назв, затверджених WGSN, яка включала назву Шаула для головної зорі λ Скорпіона.
У китайській астрономії зоря має назву 尾宿(Wěi Xiù), що означає «хвіст», і належить до астеризму, що складається із зір λ Скорпіона, ε Скорпіона, ζ1 Скорпіона, ζ2 Скорпіона, η Скорпіона, θ Скорпіона, ι1 Скорпіона, ι2 Скорпіона, κ Скорпіона, μ1 Скорпіона та υ Скорпіона. Отже, китайська назва самого λ Скорпіона — 尾宿八(Wěi Xiù bā), «Восьма зоря хвоста».
Разом із υ Скорпіона (Лесатом) Шаула внесена до Вавилонського компендіуму MUL.APIN як «Шарур і Шаргаз». Коптською мовою вони називалися Minamref.
Корінне населення Буронг із північно-західної Вікторії (Австралія) назвало її (разом з Епсилон Скорпіона) Карік Карік, що означає «Соколи».

## Властивості

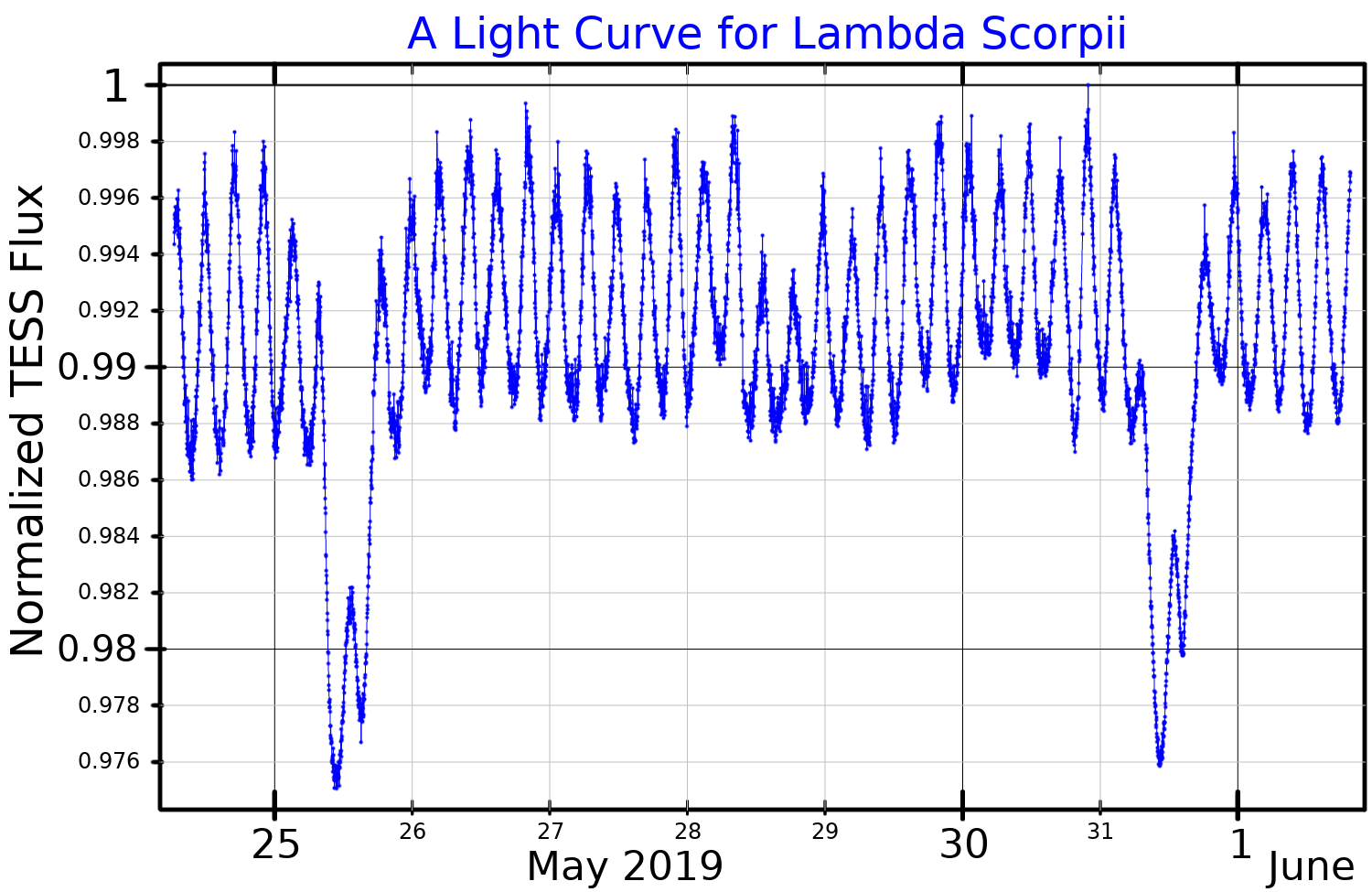
Крива блиску для Лямбди Скорпіона, за даними TESS. Великі падіння яскравості являються покриттями, а менші — ознаки змінної типу Бета Цефея.

Лямбда Скорпіона розташована на відстані приблизно 570 світлових років від Сонця.
Спектроскопічні та інтерферометричні спостереження показали, що насправді це потрійна зоряна система, яка складається з двох зір спектрального класу B та зорі, яка ще не вийшла на головну послідовність. Головна зоря — це змінна зоря Бета Цефея зі швидкими змінами яскравості приблизно на одну соту зоряної величини. Зоря, яка ще не вийшла на головну послідовність, має орбітальний період 6 днів, а компаньйон B — 1053 дні. Три зорі лежать в одній площині орбіти, що переконливо свідчить про те, що вони утворилися одночасно. Маси компонентів A, B та C становлять 14,5, 10,6 і 2,0 маси Сонця відповідно. Вік системи оцінюється в діапазоні 10—13 мільйонів років.
Ще є два оптичні компоненти: зоря 15-ї величини на відстані 42 кутові секунди і зоря 12-ї величини на відстані 95 кутових секунд. Якби вони обидві були компонентами системи, то мали б таку відстань від центру системи: перший приблизно в 7500 астрономічних одиниць (а. о.), а другий — в 17 000 а. р. (0,27 світлового року). Gaia Data Release 3 повідомляє, що тьмяніша з цих двох зір є трохи більшою та яскравішою за Сонце і лежить приблизно за 420 світлових років від нас, тоді як яскравіша зоря є яскравим фоновим об'єктом.

## У культурі
Шаула з'являється на прапорі Бразилії, символізуючи штат Ріу-Гранді-ду-Норті.
USS Shaula (AK-118) був вантажним кораблем ВМС США типу «Кратер», названим на честь цієї зорі.